# لنز کانن ئی‌اف ۶۰۰میلی‌متر
لنز کانن ئی‌اف ۶۰۰میلی‌متر (به انگلیسی: Canon EF 600mm lens) نام لنز دوربین عکاسی از نوع ثابت است که توسط شرکت کانن تولید می‌شود. فاصلهٔ کانونی این لنز ۶۰۰ میلی‌متر، دیافراگم آن دارای ۸ تیغه و ضریب اف آن اف ۴ اف ۳۲ است. این لنز در 1998 میلادی تولید و عرضه شده‌است.